# Larisa Kurkina

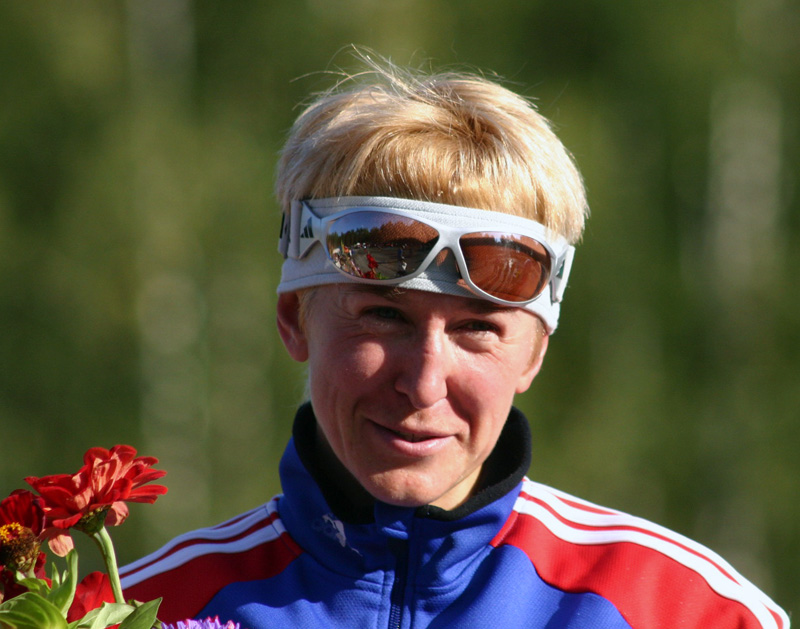
Larisa Kurkina

Larisa Nikolajevna Kurkina (ryska: Лариса Николаевна Куркина), född den 18 december 1973, är en rysk längdåkare. 
Kurkina gjorde sin första världscupstävling i januari 2003. Kurkina har två segrar i världscupen och båda har kommit i stafett. I stafett har även Kurkinas två mästerskapsmedaljer kommit, dels guldet vid OS 2006 och dels silvret vid VM 2005.